# 브라이언 오코너
브라이언 오코너(Brian O'Conner)는 《분노의 질주 시리즈》의 주요 등장인물 중 하나이다. 2001년 《분노의 질주》에 처음 등장하였으며, 2003년 《패스트 & 퓨리어스 2》에도 등장하였다. 2006년 《패스트 & 퓨리어스: 도쿄 드리프트》에는 출연하지 않았으나, 《분노의 질주: 더 오리지널》 (2009), 《분노의 질주: 언리미티드》 (2011), 《분노의 질주: 더 맥시멈》 (2013), 《분노의 질주: 더 세븐》 (2015)에 출연하였다.